# موزه ملی چین
موزه ملی چین (چینی ساده: 中国国家博物馆; پین‌یین: Zhōngguó guójiā bówùguǎn؛ به انگلیسی: National Museum of China) یک موزه هنری در چین است که در جناح ضلع شرقی میدان تیان آن من در پکن واقع شده‌است. هدف موزه آموزش در مورد هنر و تاریخ چین است و اداره وزارت فرهنگ جمهوری خلق چین است.
این موزه یکی از بزرگترین موزه‌های جهان است. در سال ۲۰۱۶ موزه ملی چین با نزدیک به ۷٫۶ میلیون بازدید کننده پر بازدیدترین موزه در جهان بوده‌است.

## تاریخچه
این موزه در سال ۲۰۰۳ با ادغام دو موزه جداگانه تأسیس شد که در محل همان ساختمان قرار داشتند: یکی موزه انقلاب چین در بال شمالی تأسیس شده در سال ۱۹۵۹ که در دفتر موزه ملی انقلاب با هدف حفظ میراث انقلاب ۱۹۴۹ چین در سال ۱۹۵۰ تأسیس شده یود و دیگری موزه ملی تاریخ چین در بال جنوبی که ریشه در دو موزه داشت یکی موزه ملی تاریخ در پکن که در سال ۱۹۴۹ تأسیس شده بود و دفتر اولیه موزه تاریخ ملی تأسیس شده در سال ۱۹۱۲ که وظیفه حفاظت از میراث تاریخی بزرگ چین را برعهده داشت.
ساختمان این موزه در سال ۱۹۵۹ به عنوان یکی از ده ساختمان بزرگ مربوط به جشن دهمین سالگرد تأسیس جمهوری خلق چین تکمیل شد. این ساختمان در مقابل تالار بزرگ خلق که در همان زمان ساخته شده بود قرار دارد. موزه با ۶٫۵ هکتار (۱۶ جریب فرنگی) مساحت دارای یک پیشانی به طول ۳۱۳ متر (۱٬۰۲۷ فوت) و چهار طبقه در مجموع به ارتفاع ۴۰ متر (۱۳۰ فوت) و عرض ۱۴۹ متر (۴۸۹ فوت) ساخته شده‌است.
در ۱۷ مارس ۲۰۱۱ پس از چهار سال نوسازی موزه با ۲۸ سالن جدید بازگشایی شد. فضای نمایشگاهی موزه بیش از سه برابر فضای نمایشگاهی قبلی و مخزن آثار هنری ارتقاء یافت. فضای نمایشگاهی طبقات در مجموع حدود ۲۰۰ هزار متر مربع (۲/۲ میلیون فوت مربع) شد. این بازسازی توسط شرکت آلمانی گرکان، مرگ و همکاران طراحی شده بود.

## مجموعه
موزه تاریخ چین را از انسان یوآنمو مربوط به ۱٫۷ میلیون سال پیش تا پایان دودمان چینگ (آخرین امپراتوری سلسله در تاریخ چین) را پوشش می‌دهد. مجموعه دائمی بالغ بر ۱٬۰۵۰٬۰۰۰ اثر با ارزش و نادر را دربر می‌گیرد که نمی‌توان آن‌ها را در موزه‌ها یا در مکان‌های دیگری از چین یا سایر نقاط جهان یافت.
این موزه همچنین دارای یک نمایشگاه دائمی به نام جاده‌ای به سوی جوانی است که جزئیاتی از سده تحقیر چین را نمایش می‌دهد.

### نگارخانه

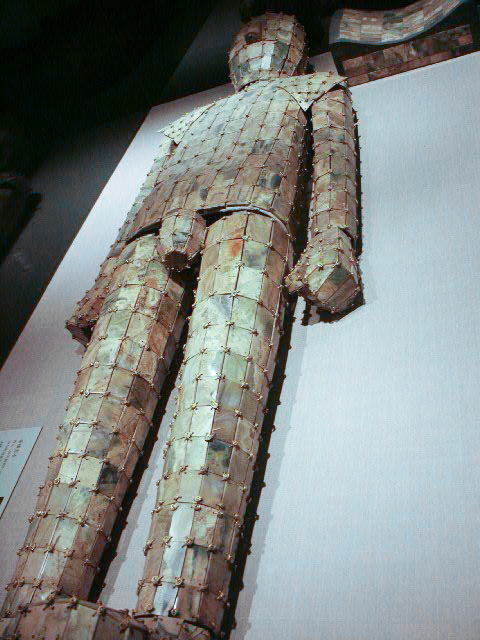
A Han Dynasty jade burial suit laced with gold thread at the National Museum of China
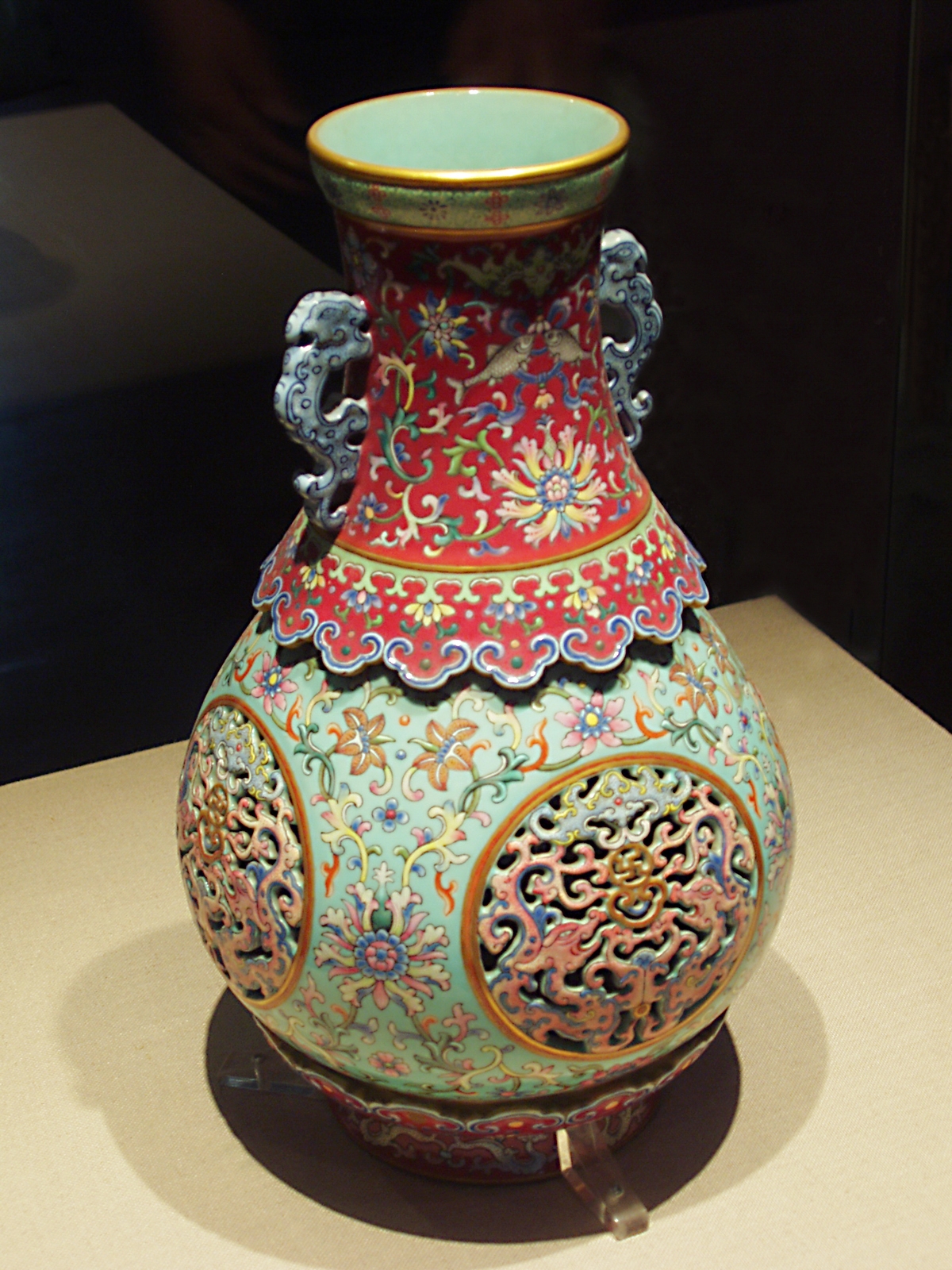
A pastel pierced porcelain vase, from the Qianlong era of the Qing Dynasty
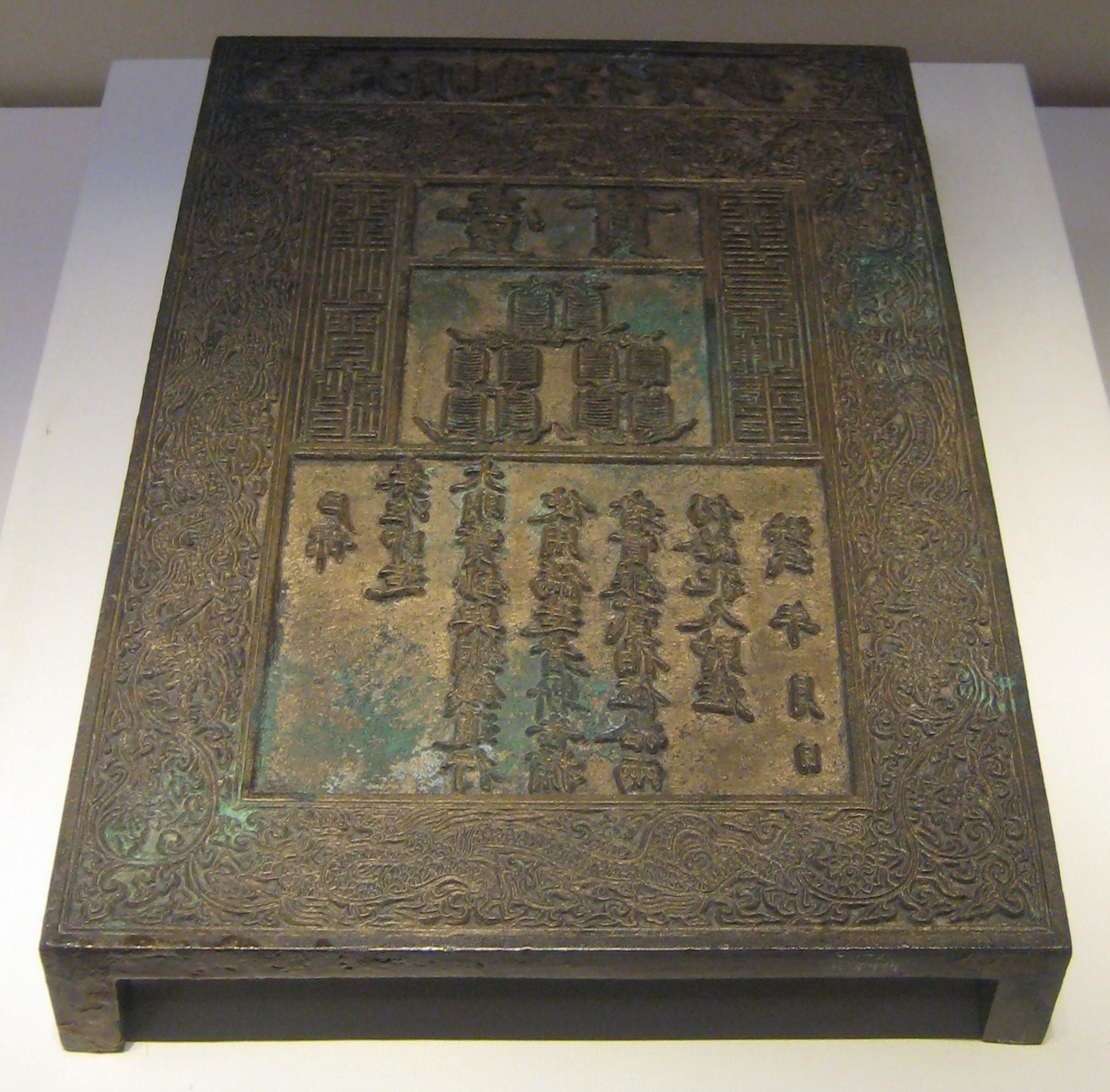
Copperplate for printing the Great Ming one string banknote
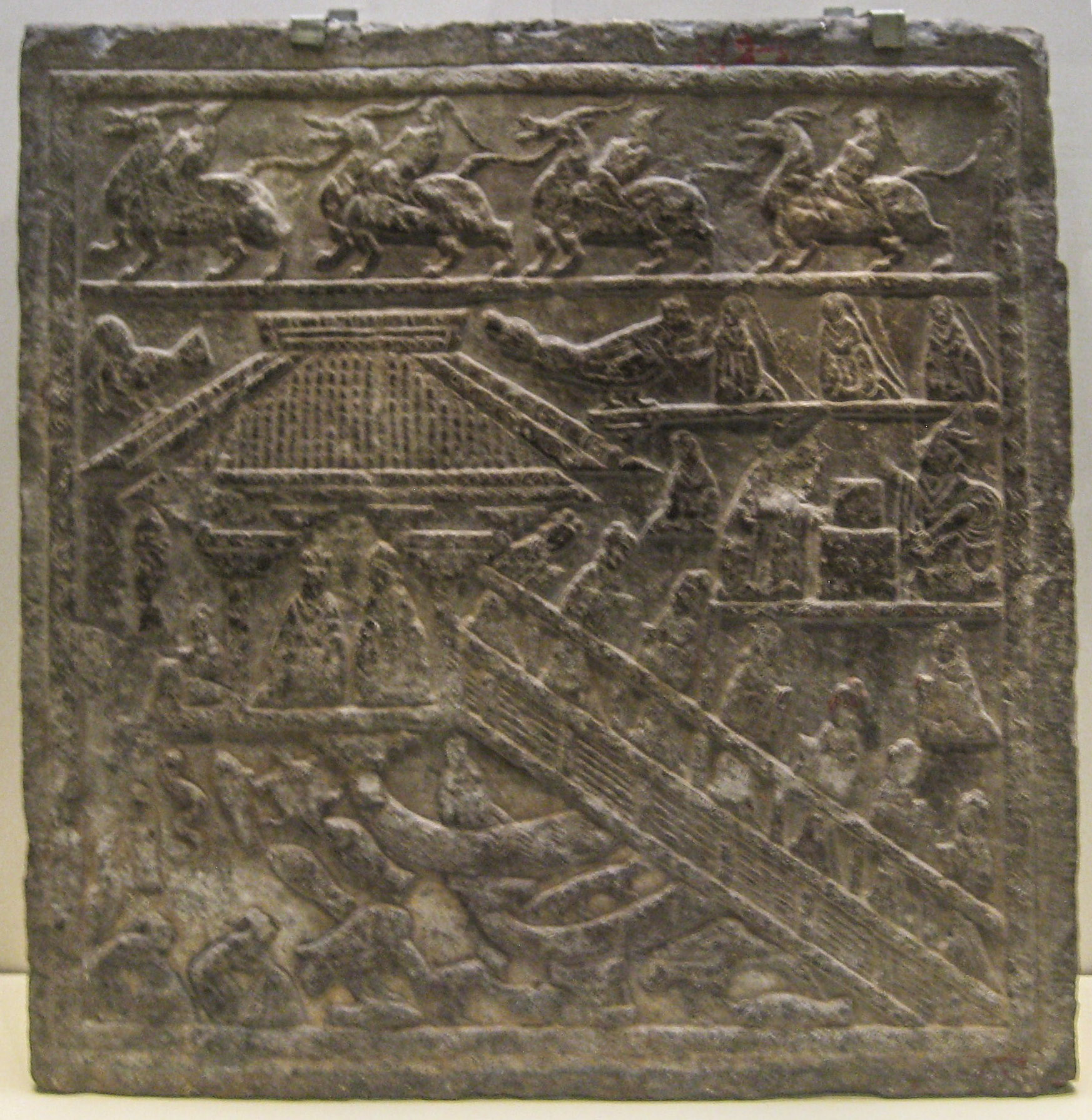
Stone carving from the Eastern Han Dynasty, with depiction of a waterside pavilion overlooking a lake full of fish, turtles, and waterfowl
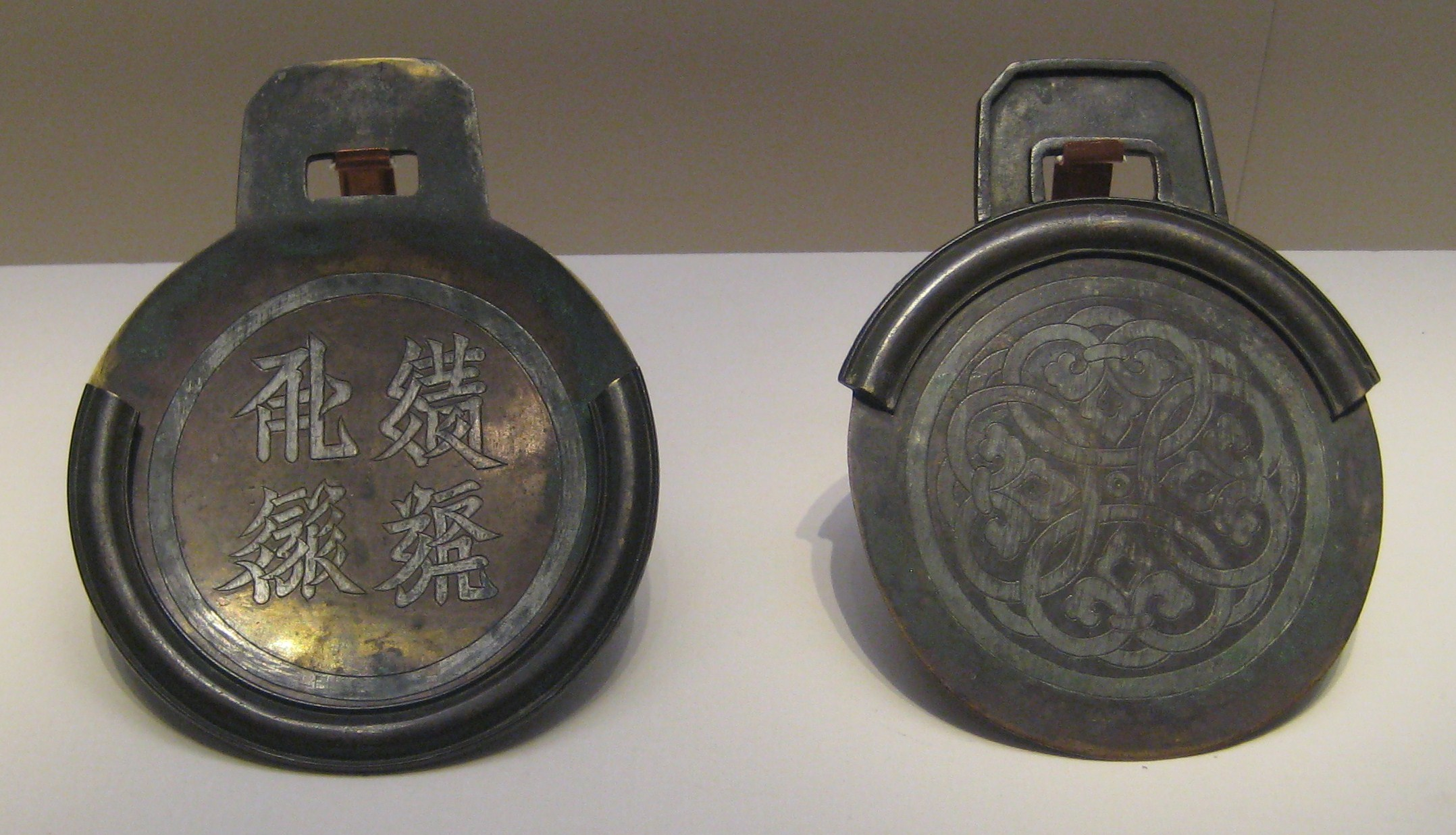
Bronze two-part pass (paizi) with a four character Tangut inscription inlaid in silver, from the Western Xia
A bronze vessel in the shape of a bat, from the tomb of Lady Fu Hao, from Shang Dynasty, 13th century BC
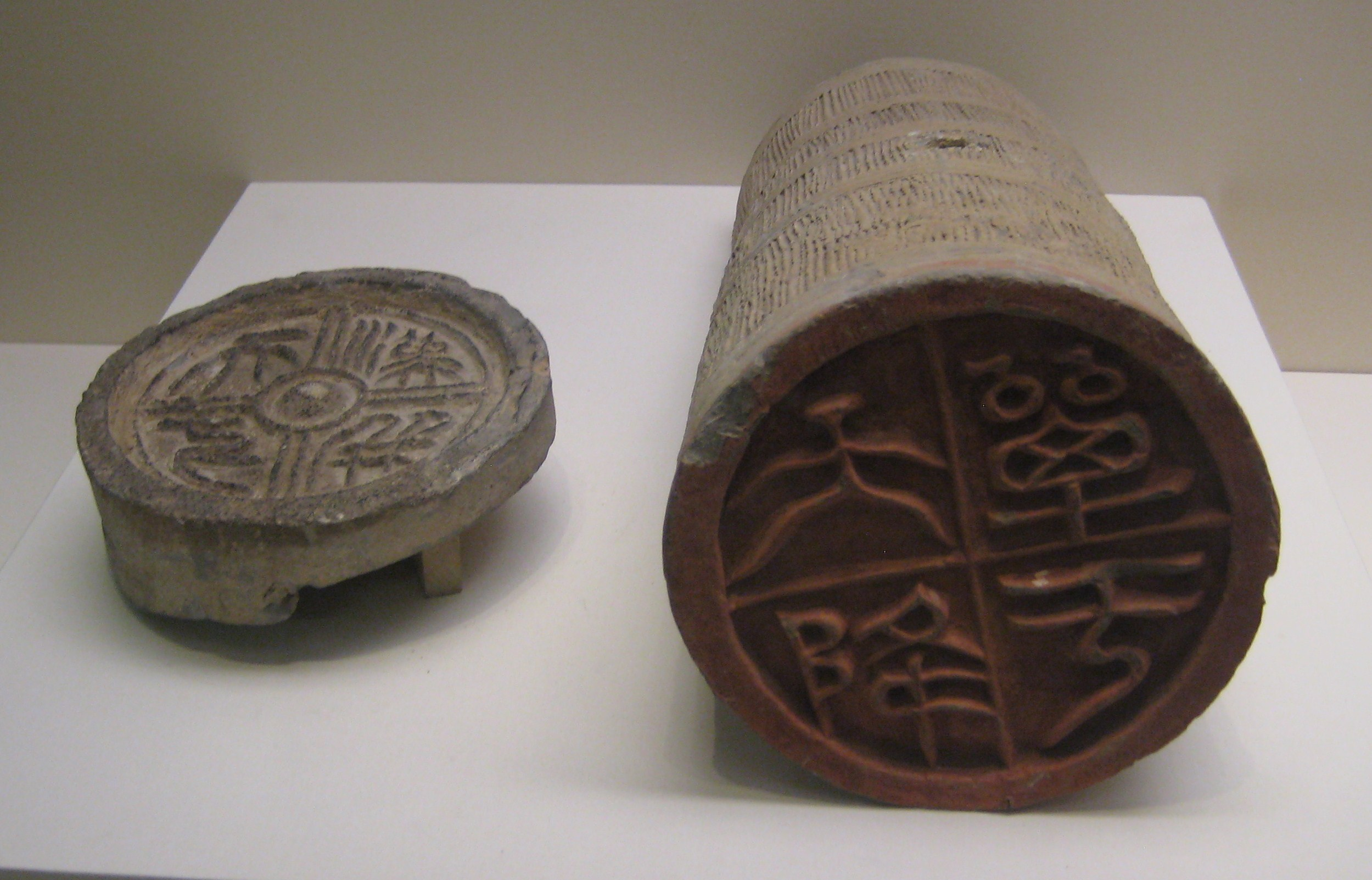
Pottery roof tile ends from the Western Han Dynasty
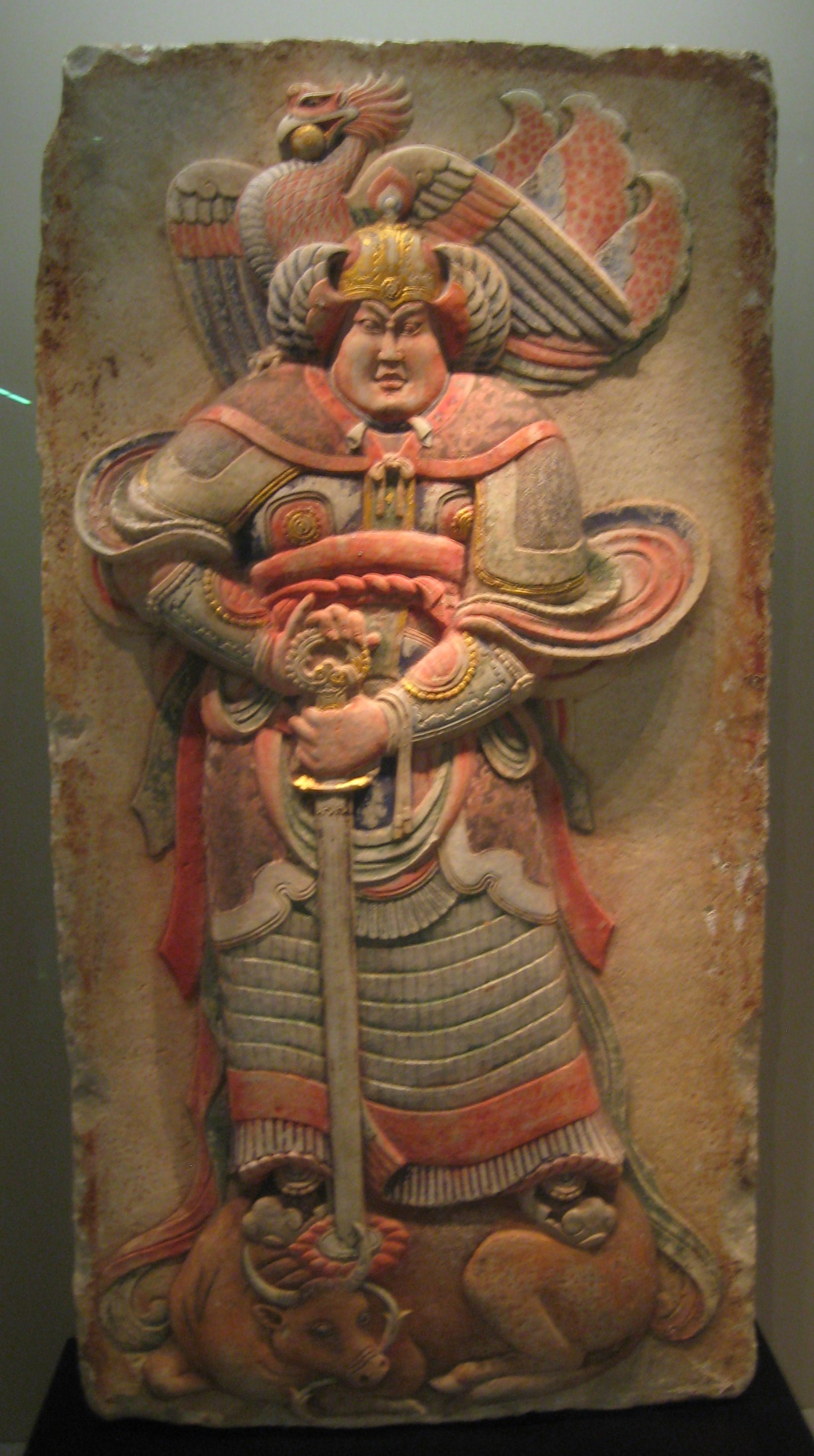
Painted stone relief depicting a warrior from the Later Liang Dynasty
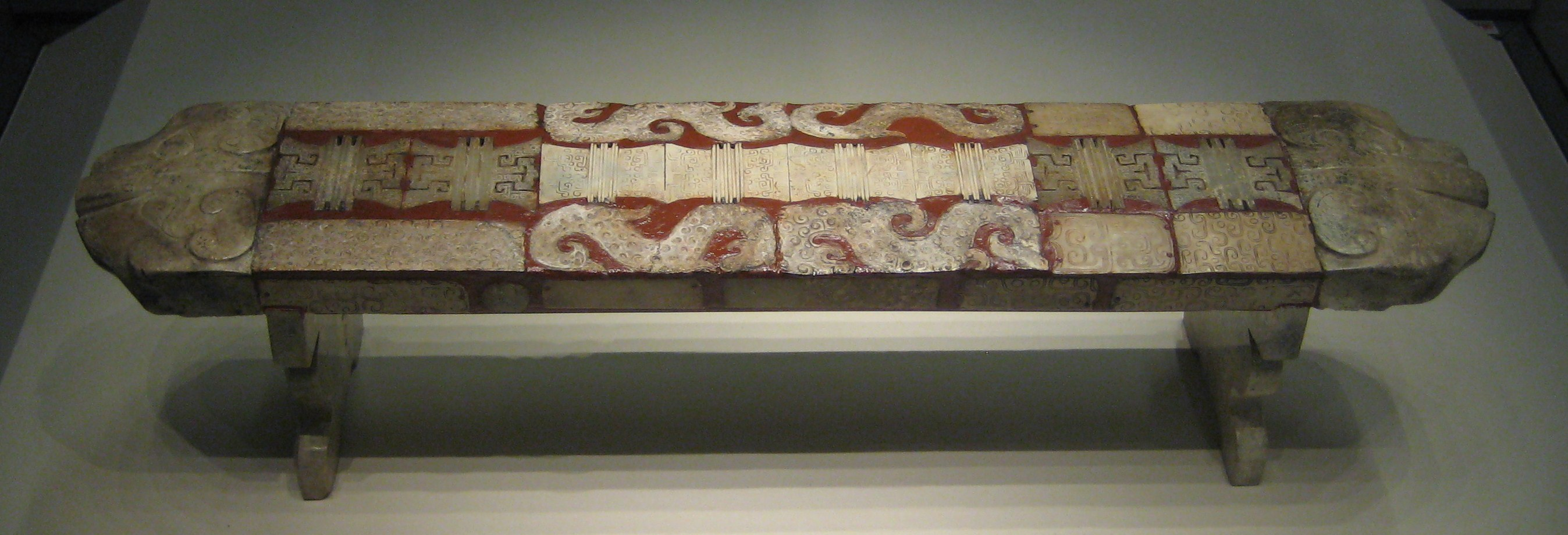
A Western Han Dynasty jade pillow from the tomb of the Prince of Chu in Shizishan, Xuzhou, Jiangsu province
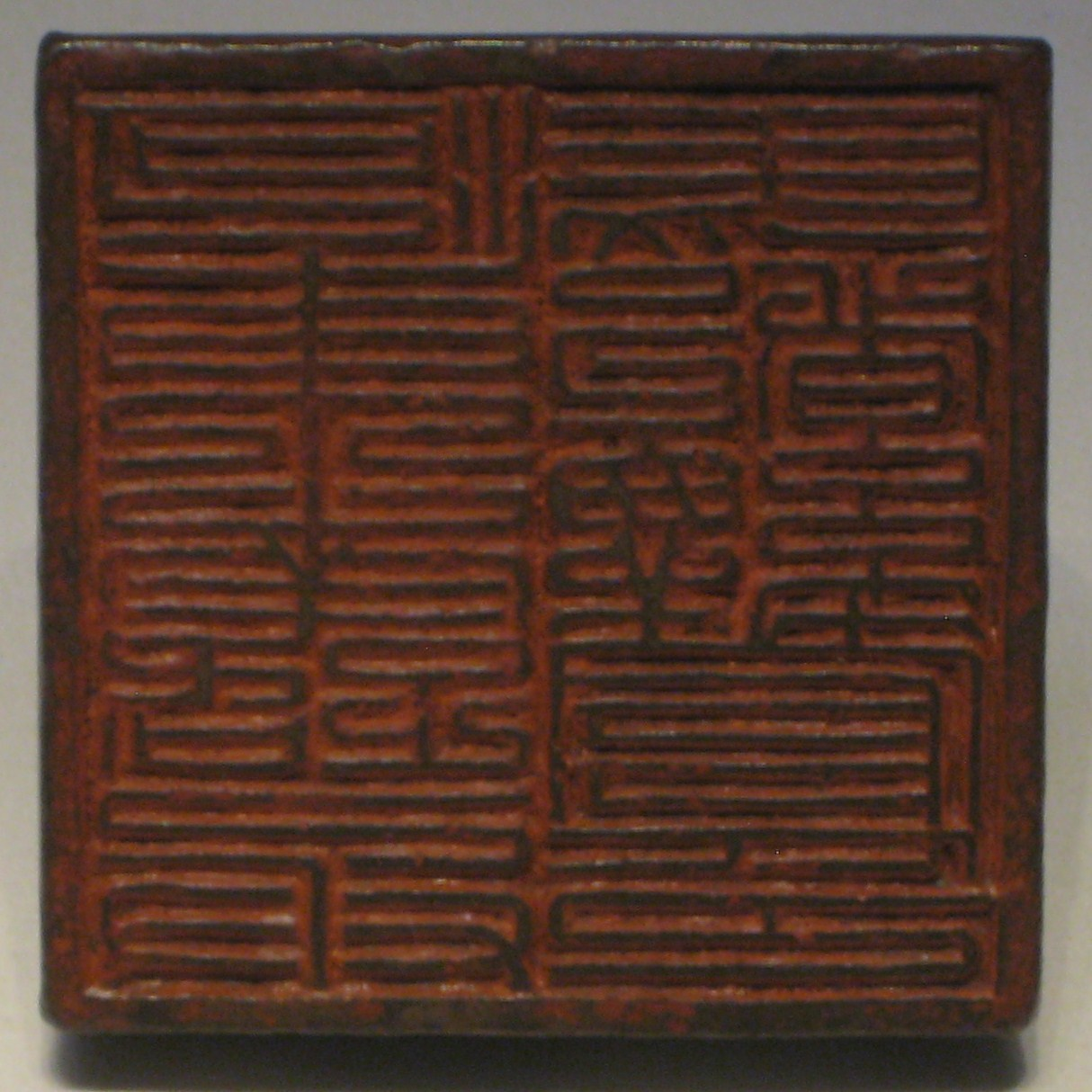
A bronze seal dated to the 12th year of the Dading era (1172) of the Jin Dynasty
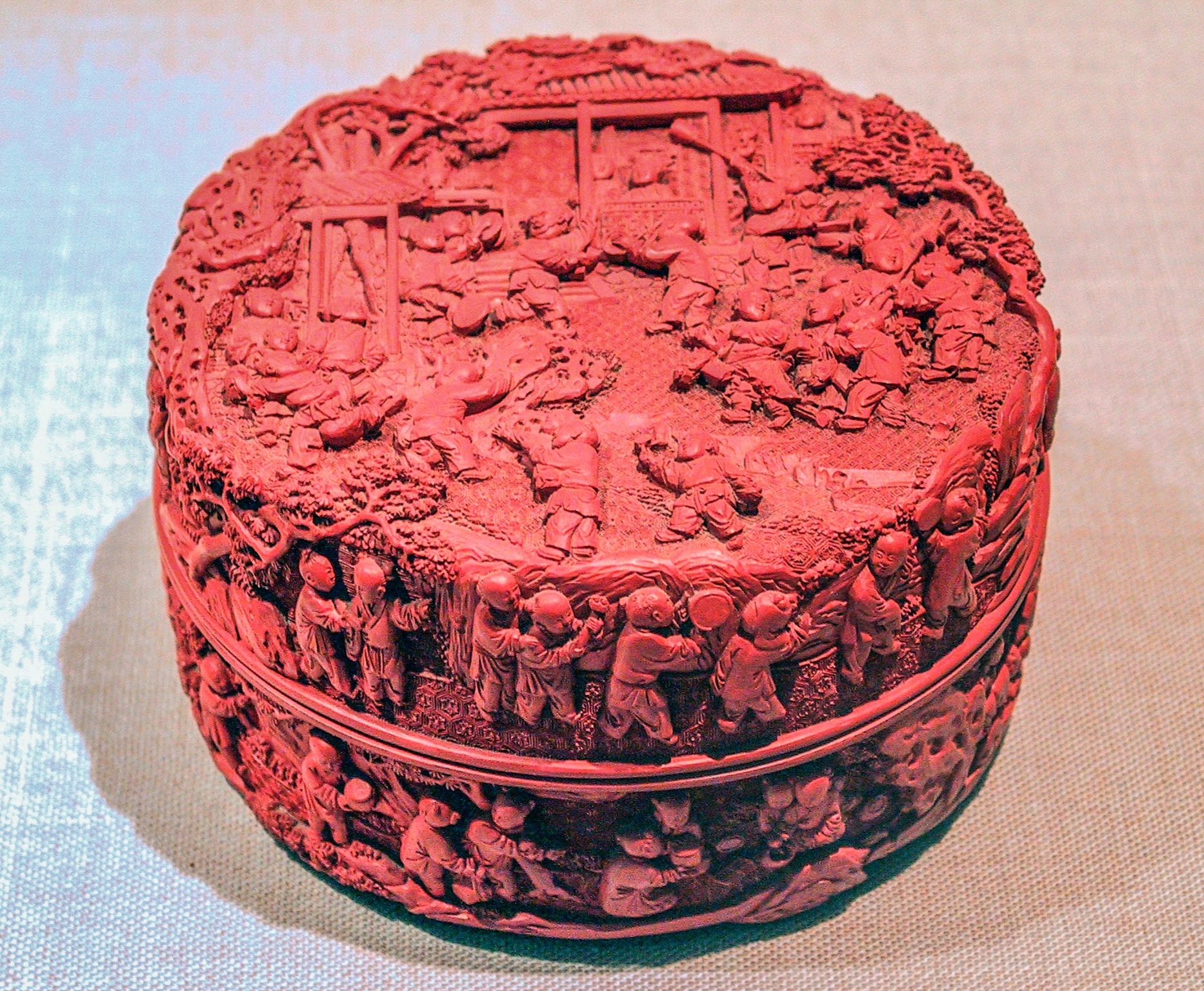
Red lacquer box from the Qing Dynasty
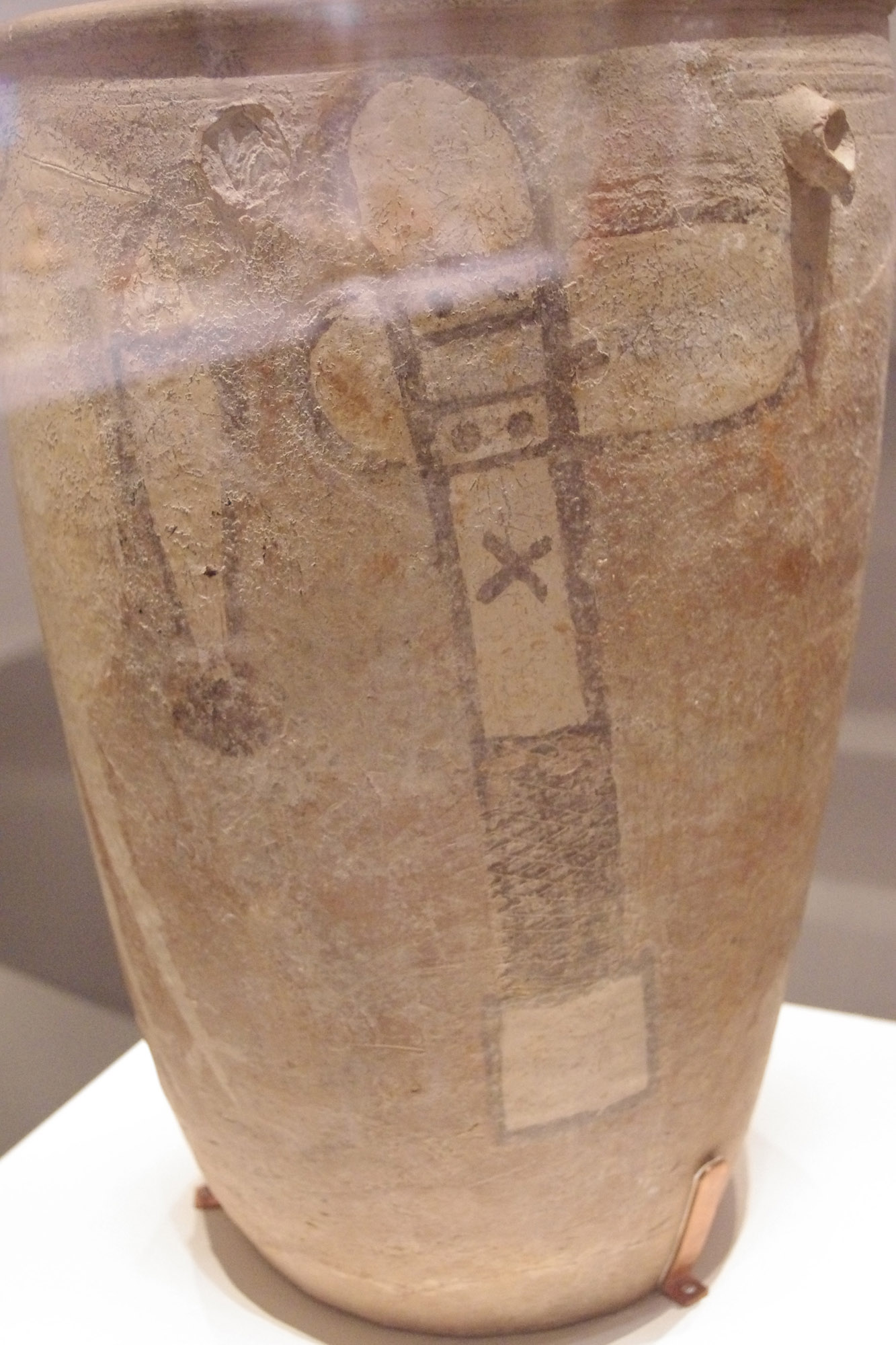
Painted pottery of neolithic Yangshao culture, with depiction of a stork catching a fish and a stone axe on the side
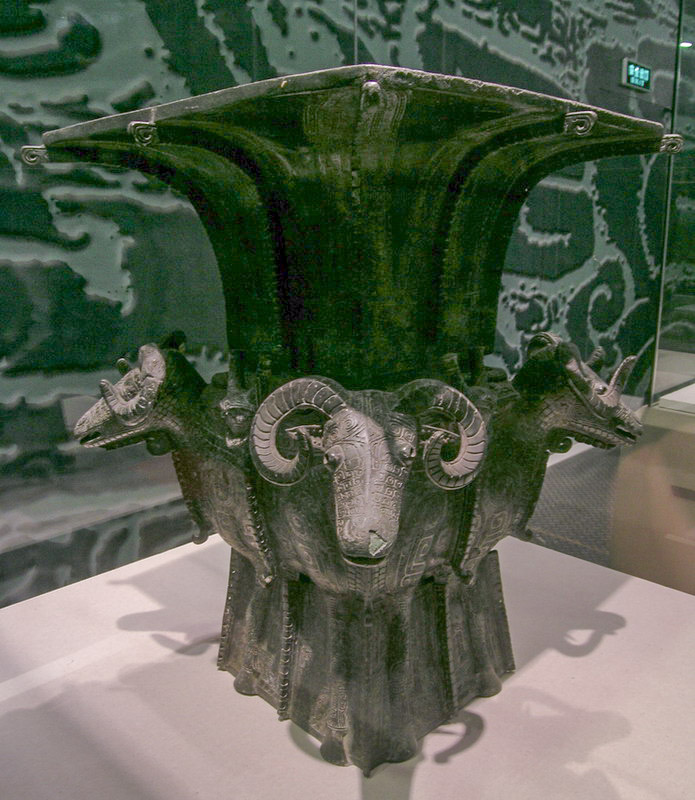
Square zun with four sheep from late period of the Shang Dynasty
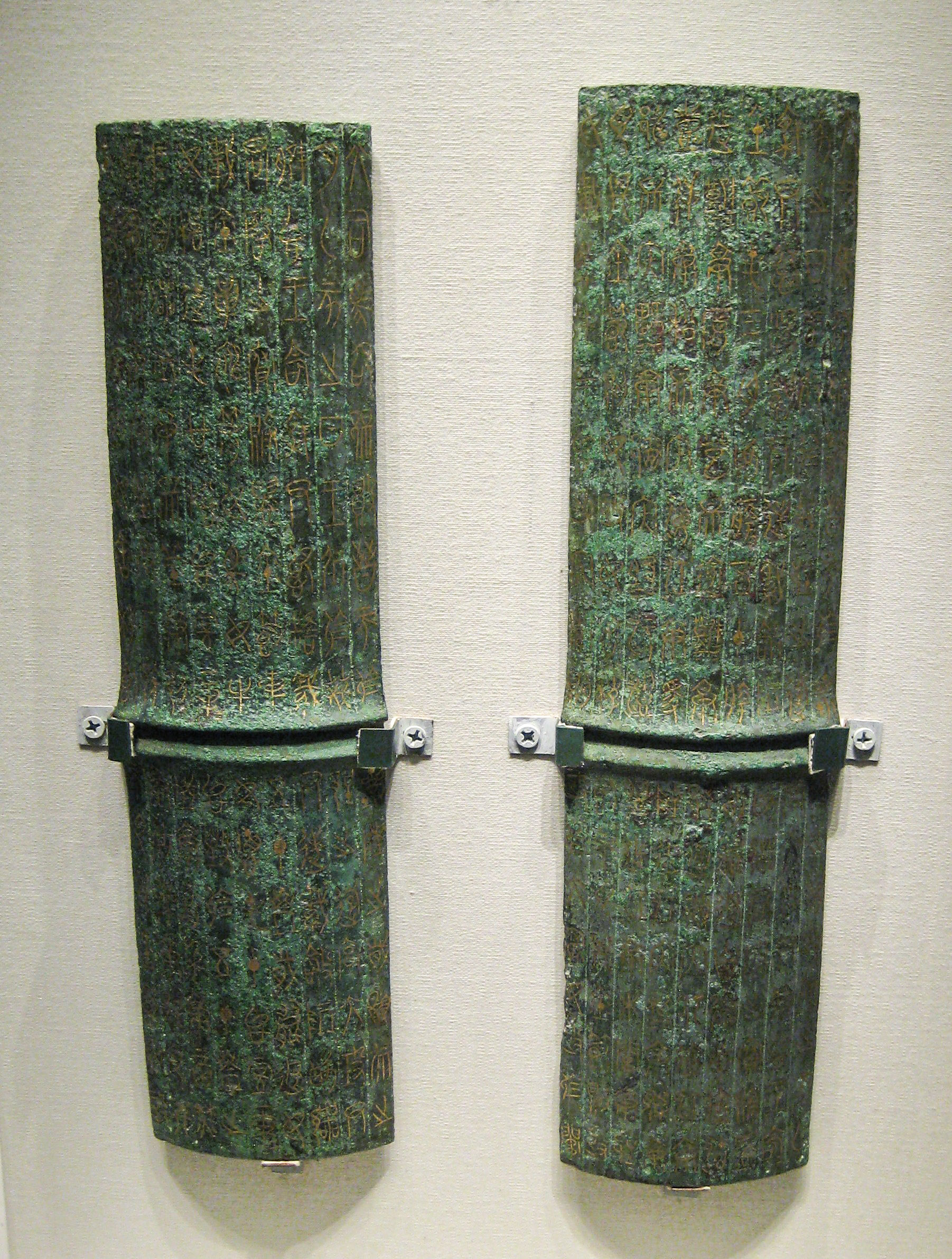
Bronze tallies with inscriptions inlaid in gold from the Warring States period, Chu State
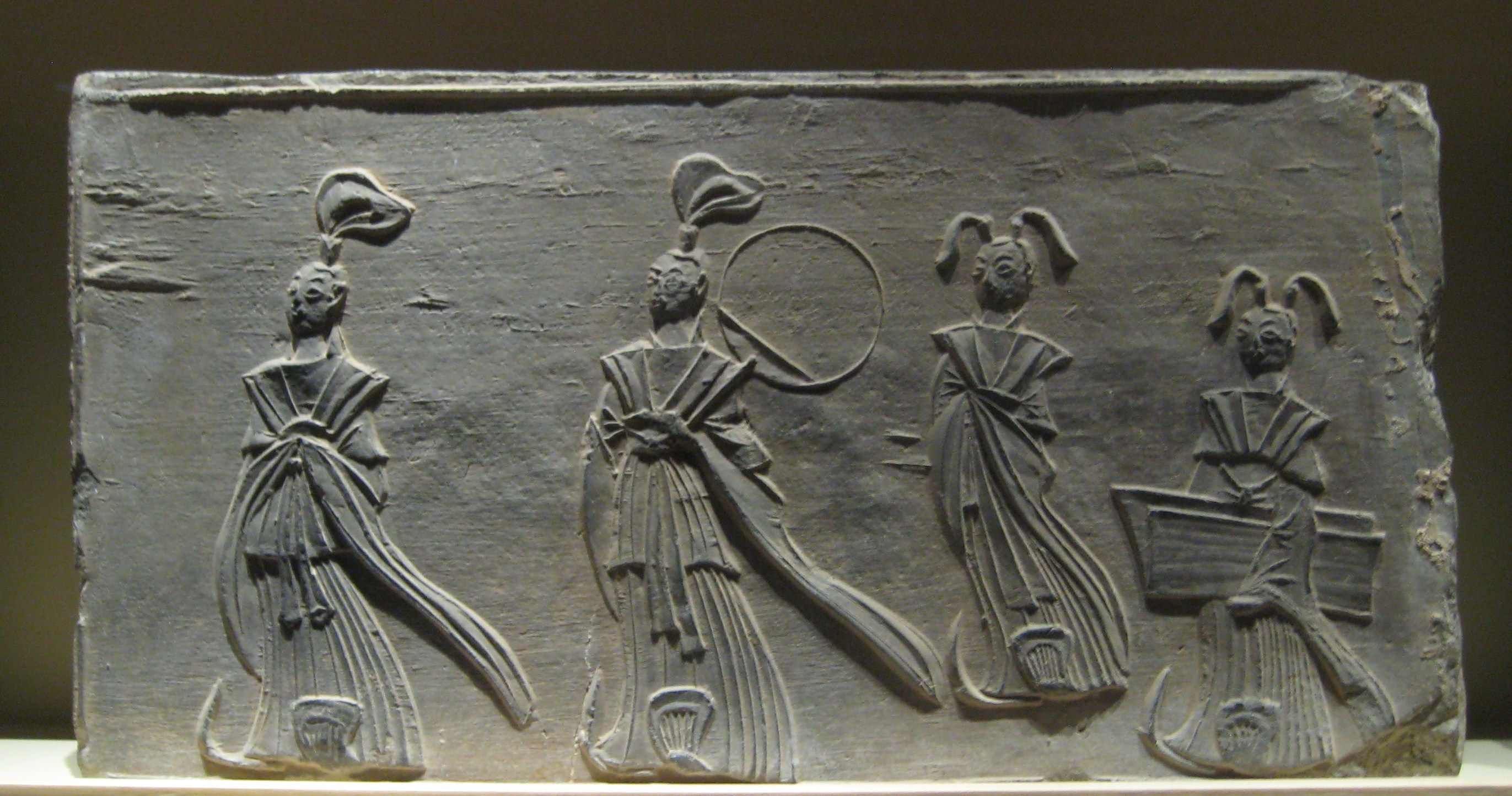
Brick relief depicting two scholars and two maids, from the Southern Dynasties
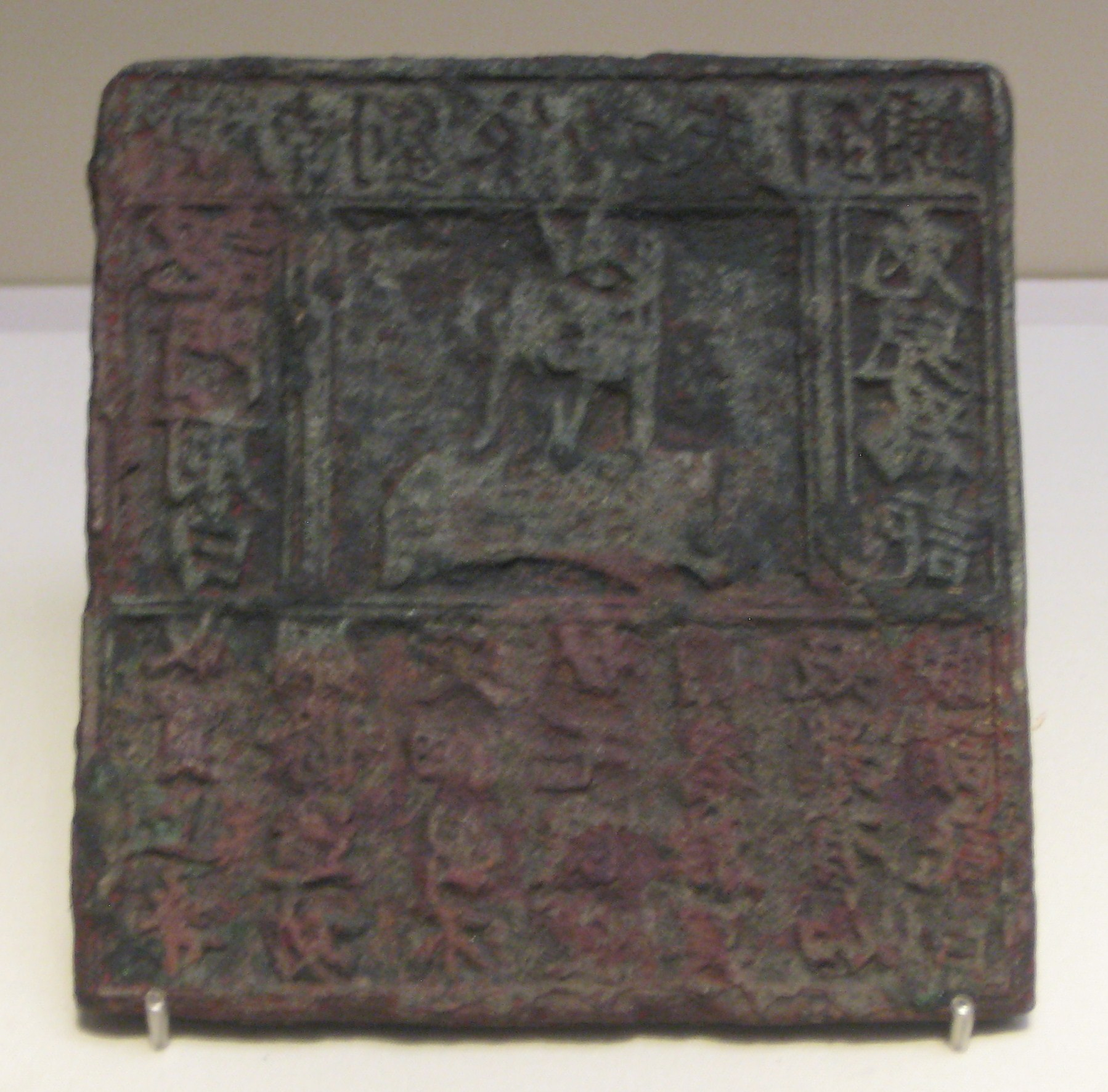
Bronze plate for printing an advertisement for the Liu family needle shop at Jinan, Song Dynasty. The earliest extant example of a commercial advertisement
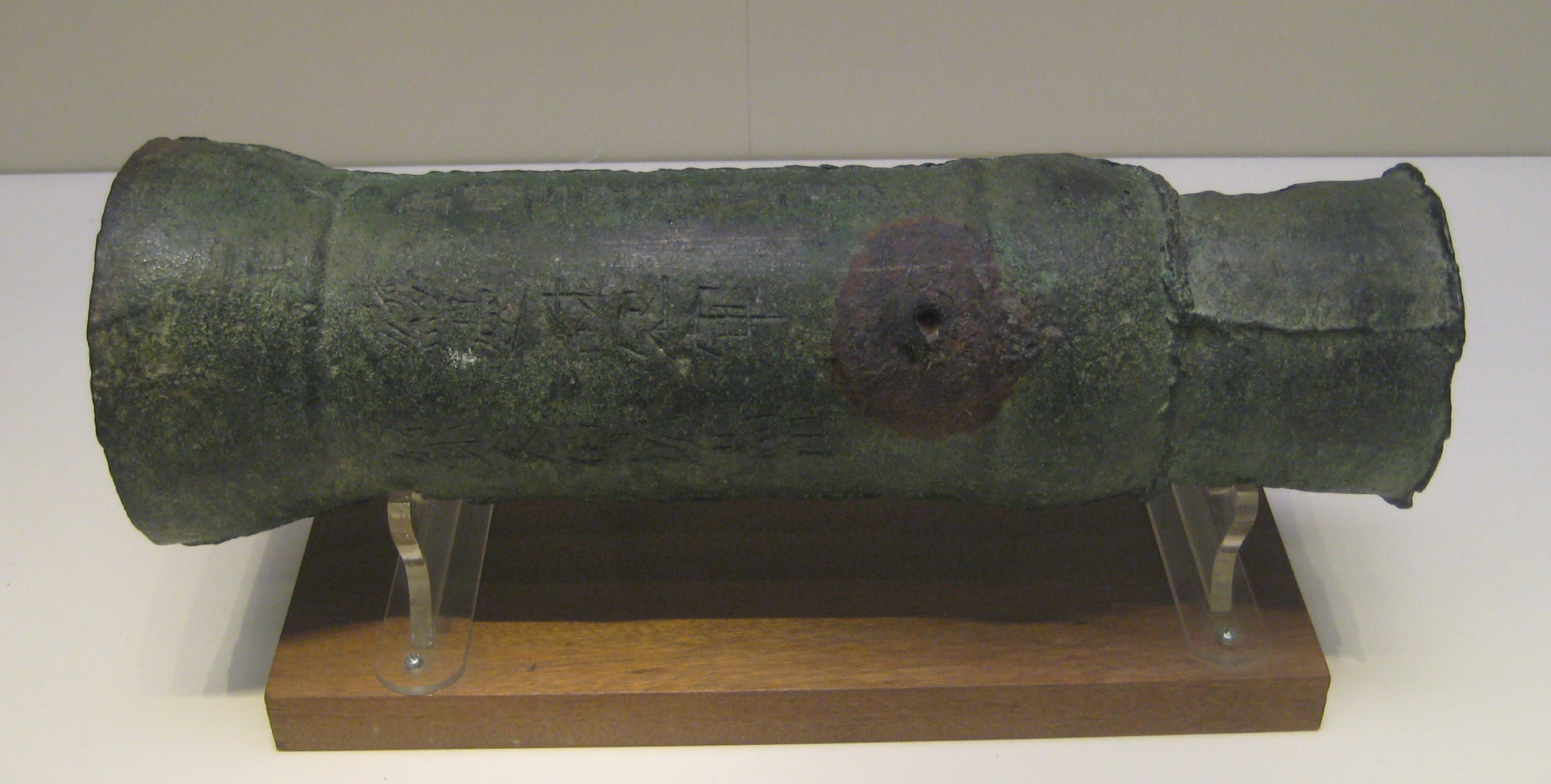
Bronze cannon with inscription dated the 3rd year of the Zhiyuan Era (1332), Yuan Dynasty
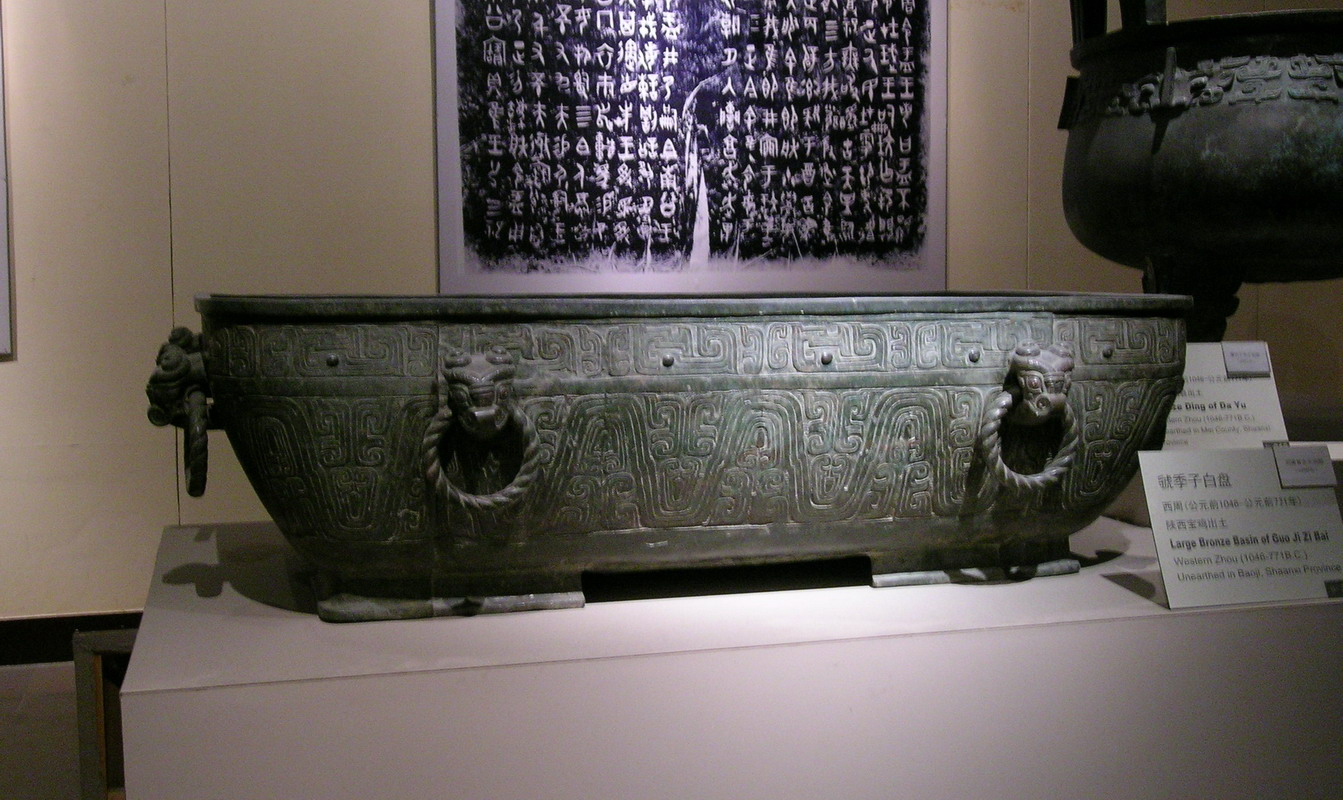
Large bronze basin of Guo Ji Zi Bai, from Western Zhou
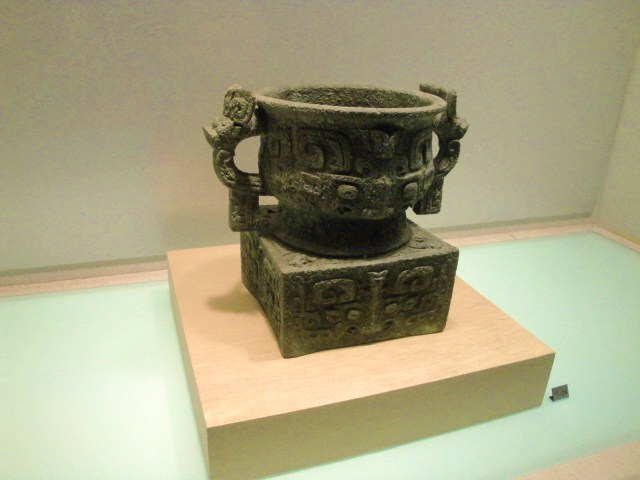
Li gui, the earliest Zhou dynasty bronze vessel to be discovered, and the only epigraphic evidence of the day of the Zhou conquest of Shang
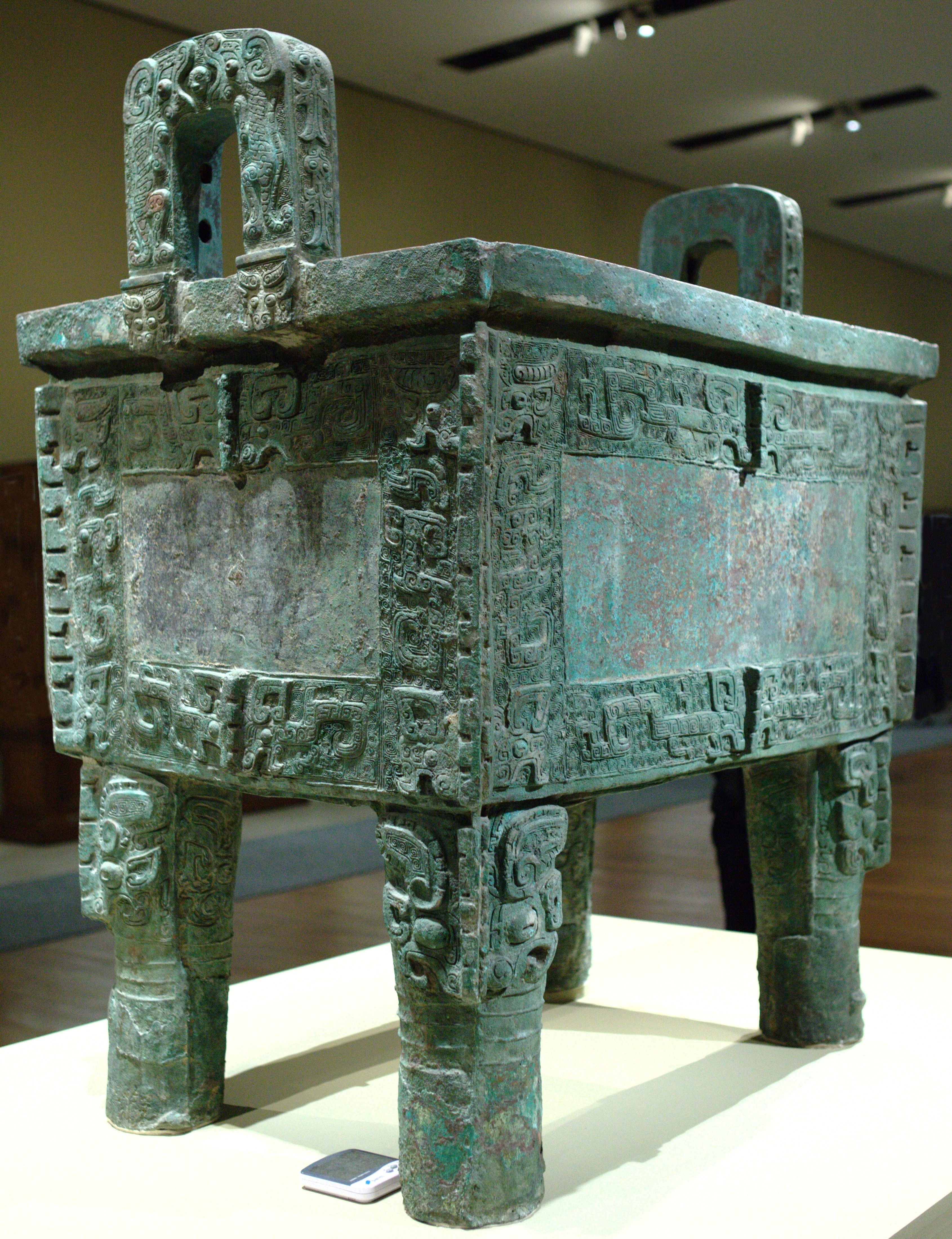
Simuwu Ding, the largest piece of bronze work found in the world so far. It was made in the late Shang Dynasty at Anyang
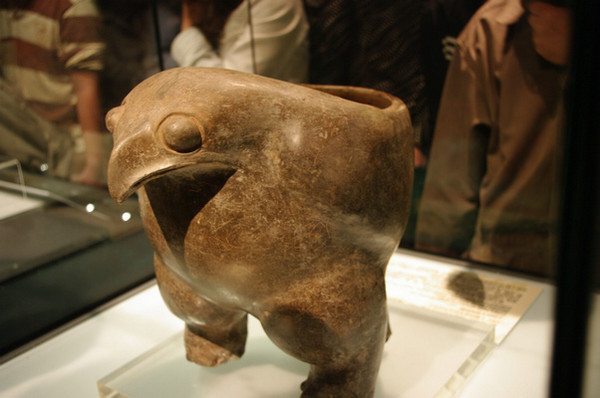
Eagle-shaped pottery of neolithic Yangshao culture
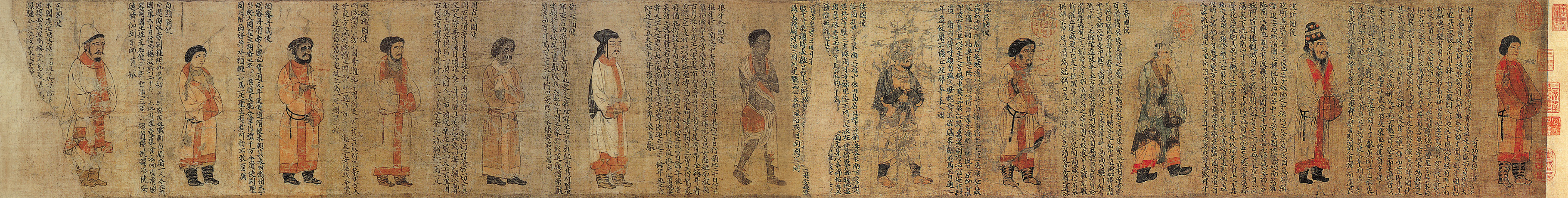
A Song Dynasty copy of the Portraits of Periodical Offering of Liang, dated to the 6th century, depicting ambassadors from various tributary states